# Ottawa Senators (FHL)
Ottawa Senators je bil profesionalni hokejski klub iz Ottawe. Klub je deloval v ligi Federal Hockey League v eni sezoni, sezoni 1909. Domača dvorana kluba je bil dvorana The Arena. 
Klub je bil ustanovljen z namenom povečati rivalstvo med ligama Federal Hockey League in Eastern Canada Hockey Association in mogoče vzgojiti moštvo za izziv za Stanleyjev pokal. Po sezoni pa sta obe ligi razpadli in nastala je nova liga National Hockey Association (NHA), predhodnica današnje lige NHL. Moštvo so sestavljali večinoma igralci, ki so krojili moštvo Ottawa Hockey Club v obdobju njihove prevlade od 1904 do 1907. 

## Zgodovina
Klub je bil ustanovljen 23. decembra 1908. Moštvo je vodil Alf Smith, v golu je bil Bouse Hutton, na mestu roverja Rat Westwick in v obrambi Arthur Moore, vsi bivši igralci moštva Ottawa Hockey Club iz časa njihove prevlade, imenovane Obdobje srebrnih sedem (Silver seven). 
Moštvo je igralo proti ekipam Cornwall Hockey Club, Smiths Falls in Renfrew Creamery Kings. Moštvo je doseglo razmerje zmag in porazov 3-3, kar je bilo dovolj za drugo mesto. Medtem ko je moštvo na prvih ekshibicijskih tekmah proti Edmontonu in prvenstvenih proti Renfrewju v dvorano privleklo preko 1.000 obiskovalcev, pa je sčasoma obisk padel in na zadnji tekm proti Cornwallu je moštvo spremljalo le še nekaj 100 obiskovalcev. 

## Postava
- Bouse Hutton - vratar
- Arthur Moore - obramba (na tekmi igral na mestu vratarja)
- Bob O'Leary - obramba
- Rat Westwick - rover
- Billy Smith - obramba
- Joe Dennison - center
- Robert Harrison - center
- Harry Smith - center
- Alf Smith - desno krilo
- Alfred Young - levo krilo
- Ed Roberts - levo krilo

VirThe Globe, Ottawa Citizen, december 1908-februar 1909.